# Municipio de Rauna
El municipio de Raunas (en Letón: Raunas novads) es uno de los ciento diez municipios de Letonia, se encuentra localizado en el suroeste de dicho país báltico. Fue creado durante el año 2009 después de una reorganización territorial. La capital es la villa de Rauna.

## Ciudades y zonas rurales
- Drustu pagasts (zona rural)
- Raunas pagasts (zona rural)

## Población y territorio
Su población se encuentra compuesta por un total de 4.112 personas (2009). La superficie de este municipio abarca una extensión de territorio de unos 309,1 kilómetros cuadrados. La densidad poblacional es de 13,30 habitantes por cada kilómetro cuadrado.